# Angus Deayton
Gordon Angus Deayton (* 6. leden 1956, Surrey, Spojené království) je britský herec, scenárista, iluzionista, hudebník, komik a televizní moderátor.

## Počátky
Nejmladší ze tří dětí manažera a učitelky byl vychován v Surrey a původně se věnoval fotbalu a hrál za tým Crystal Palace FC.
Studoval na Oxfordu, kde také v roce 1980 s Richardem Curtisem založil parodickou hudební skupinu The Hee Bee Gee Bees, která si utahovala z populární skupiny Bee Gees.

## Kariéra
Jeho kariéra začala v roce 1981 v rádiových stanicích. Následně také spolupracoval s Rowanem Atkinsonem, se kterým v divadlech předváděl scénky, kde většinou dělal předčítače. Objevil se také ve dvou dílech oblíbeného komediálního seriálu Mr. Bean a také v seriálu Černá Zmije.
Následně účinkoval v několika seriálech. Hrál také ale v několika českým divákům známých filmech, ke kterým patří Královna Alžběta v hlavních rolích s Cate Blanchett, Geoffreym Rushem nebo Vincentem Casselem. Ukázal se také ve filmu Láska a jiné pohromy s Brittany Marphyovou v hlavní roli.
Ve Velké Británii je znám také z moderování soutěže Have I Got News for You mezi lety 1990 a 2002.

## Osobní život
Deayton byl v souvislosti s partnerstvím spojován s herečkou Helen Atkinson-Wood, které dokonce na turné parodické skupiny The Hee Bee Gee Bees v Austrálii při plavecké nehodě zachránil život. Dříve žil také se zpěvačkou Stephanie de Sykes, v současnosti žije se scenáristkou Lise Mayer.
V roce 2002 kolem něj propukla rozsáhlá aféra propíraná v bulváru, která se týkala jeho poměru s prostitutkou užívající kokain. Důsledkem toho bylo jeho propuštění ze soutěže Have I Got News for You.
Je fanouškem Manchesteru United.

## Filmografie
- 1981 - Tiswas (TV seriál)
- 1983 - Černá Zmije (TV seriál)
- 1984 - Who Dares Wins (TV seriál)
- 1988 - Chelmsford 123 (TV seriál), Stuff (TV seriál)
- 1989 - The Tall Guy, KYTV (TV seriál)
- 1990 - Mr. Bean (TV seriál), Jednou nohou v hrobě (TV seriál)
- 1991 - Doctor at the Top (TV seriál)
- 1993 - Bad Company (TV film), If You see God, tell him (TV seriál)
- 1996 - Savage Hearts, Filuta (TV film)
- 1998 - Královna Alžběta
- 2003 - Absolute Power (TV seriál)
- 2004 - The All Star Comedy Show (TV film), Fat Slags, Nighty Night (TV seriál)
- 2005 - Marigold (TV film), Heartless (TV film)
- 2006 - Láska a jiné pohromy
- 2009 - The Deadwood Feeling (TV film)
- 2010 - Pete & Dud: The Lost Sketchers (TV film)